# Отл Айчер
Отто «Otl» Айчер (нім. Otl Aicher;* 13 травня 1922, Ульм, Німеччина) — німецький графічний дизайнер та типограф. Відомий тим, що розробив дизайн піктограм для Літньої Олімпіади 1972 року в Мюнхені, був засновником шрифту Rotis, а також був співзасновником Ульмської школи дизайну.

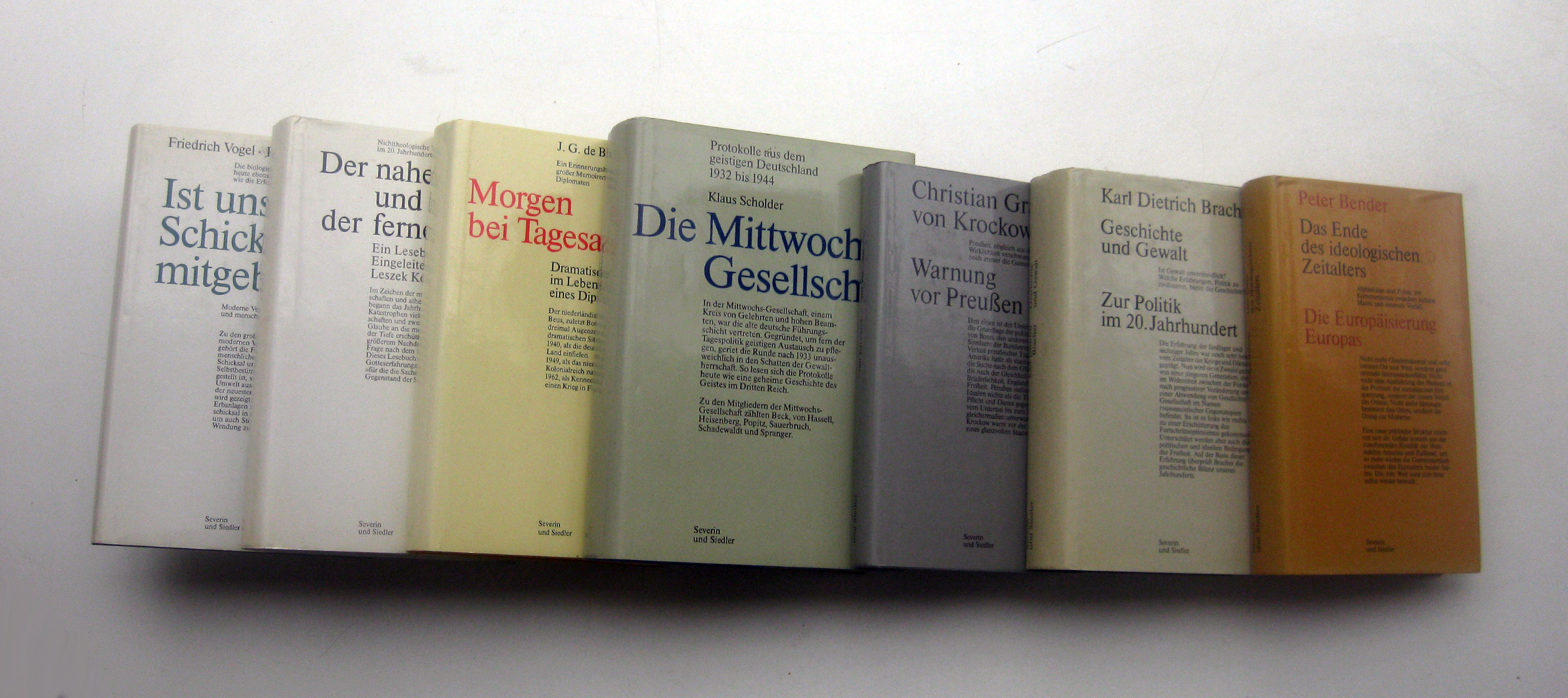
Обкладинки створені Айчером

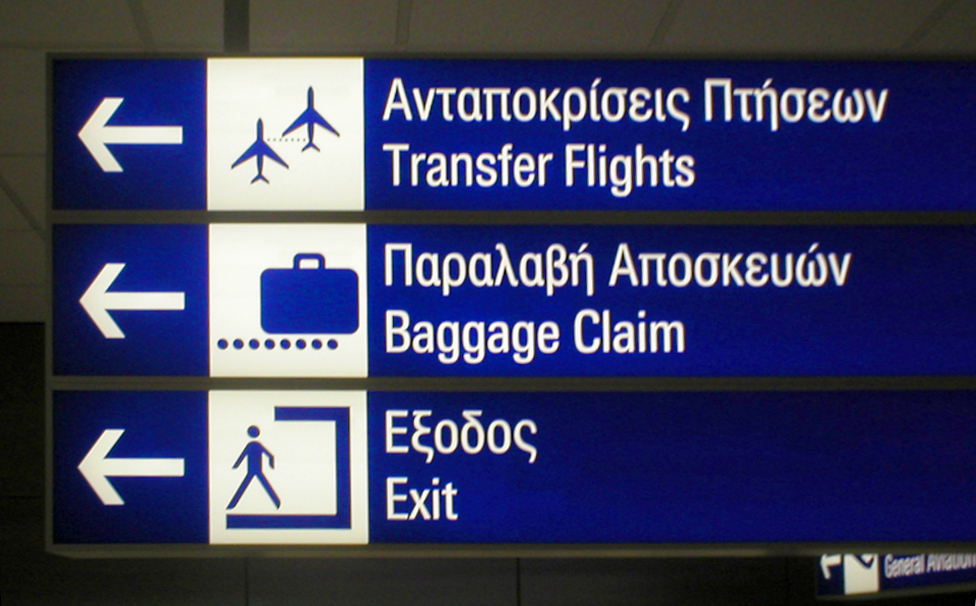
Піктограми для аеропорту Афін

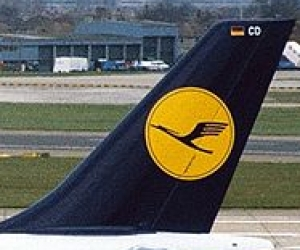
Логотип для Lufthansa

## Раннє життя та кар’єра
Айчер народився в Ульмі, що південно-західніше в штаті Баден-Вюртемберг, 13 травня 1922 року. Айчер був однокласником та другом Вернера Шолля. Як і його товариш, Айчер займав антинациську позицію та був проти Гітлерівського режиму. Його заарештували в 1937 році за відмову вступати в Гітлер'югенд. Він не вступає в коледж в 1941. Згодом він був призваний до німецької армії, хоч він і намагався втекти від служби. У 1945 році він покидає армію і йде у притулок у будинку Шолс у Вутах. У 1946 році, після закінчення війни, Айчер почав вивчати скульптуру в Мюнхенській академії мистецтва. У 1947 році він відкрив власну студію в Ульмі. У 1952 році він одружується з Інге Шоллою, старшою сестрою Вернера Шолля.

## Ульмска школа дизайну
У 1953 році разом з Інге Шоллом і Максом Біллом заснував Ульмську школу дизайну нім. Hochschule für Gestaltung Ulm, яка стала однією з провідних освітніх дизайнерських центрів Німеччини з моменту її заснування й до її закриття в 1968 році. Її студентами та викладачами були такі дизайнери, як Томас Мальдонадо, Пітер Зейц та Ентоні Фрошу. Айчер був активно залучений до корпоративного брендингу і вважався одним із першопроходьців корпоративного дизайну. Серед іншого, він вплинув на фірмовий стиль компанії Braun і розробив логотип для німецької авіакомпанії Lufthansa в 1969 році.

## Літня Олімпіада 1972
В 1966 році Айчер був запрошений організаторами Літньої Олімпіади 1972 року в Мюнхені на роль головного дизайнера цих змагань. Його попросили створити дизайн для Олімпіади, який доповнював би архітектуру новоствореного стадіону в Мюнхені, спроектованого Гюнтером Бенішем. Айчер консультувався з Масару Кацумі, який розробив дизайн для попередніх Олімпійських ігор 1964 року в Токіо. Спираючись на дизайн Олімпіади 1964 року, Айчер створив набір піктограм, які мали на меті забезпечити візуальну інтерпретацію спорту, щоб спортсмени та відвідувачі стадіону могли знайти необхідні секції. Дизайн Айчера послугував натхненням для системи знаків DOT, розроблений в 1974 році Міністерством транспорту Сполучених Штатів, які застосовували ті ж самі принципи до стандартних публічних вивісок, як-от позначення туалетів, телефонних будок, метро та інших. Піктограми DOT використовуються по всьому світу. 
«Otl» Айчер також допоміг розробити логотип Мюнхенської Олімпіади. Він пройшов кілька етапів концептів зі своєю командою дизайнерів, перш ніж нарешті підібрав остаточний варіант. Одна з їхніх перших ідей полягала в тому, щоб використати елемент герба Мюнхена. Інші ідеї полягали в тому, щоб використовувати на логотипі навколишні райони міста, посилаючись на сонце, гори і ландшафт. Нарешті було створено «Страхленкранц» — гірлянду, яка представляла сонце, а також п'ять олімпійських кілець, об'єднаних у спіральну форму. Дизайнер Курт фон Манштейн переробив оригінальний дизайн Айчера через математичний розрахунок для об'єднання гірлянди і спіралі разом, що й стало остаточним варіантом дизайну логотипу Мюнхенської Олімпіади.
Айчер використовував шрифт Univers для дизайну Олімпіади. Команда дизайнерів випустила 21 спортивних плакатів для реклами. На них було зображено певний вид спорту, логотип, і напис «München 1972». Першим із цих плакатів був плакат Олімпійського стадіону, який став офіційним плакатом для цих ігор. Плакати були розміщені по місту Мюнхен і навколо олімпійських об'єктів. Плакати були вивішені у два ряди разом із плакатами, розробленими іншими відомими художниками та дизайнерами, які були теж обрані для представлення цієї Олімпіади, як-от Девід Хокні, Р. Б. Китай, Том Вессельман і Аллен Джонс. 
Айчер також створив перший офіційний Олімпійський талісман, смугасту таксу на ім'я Вальді.

Логотип та піктограми Айчера для олімпіади 1972 року
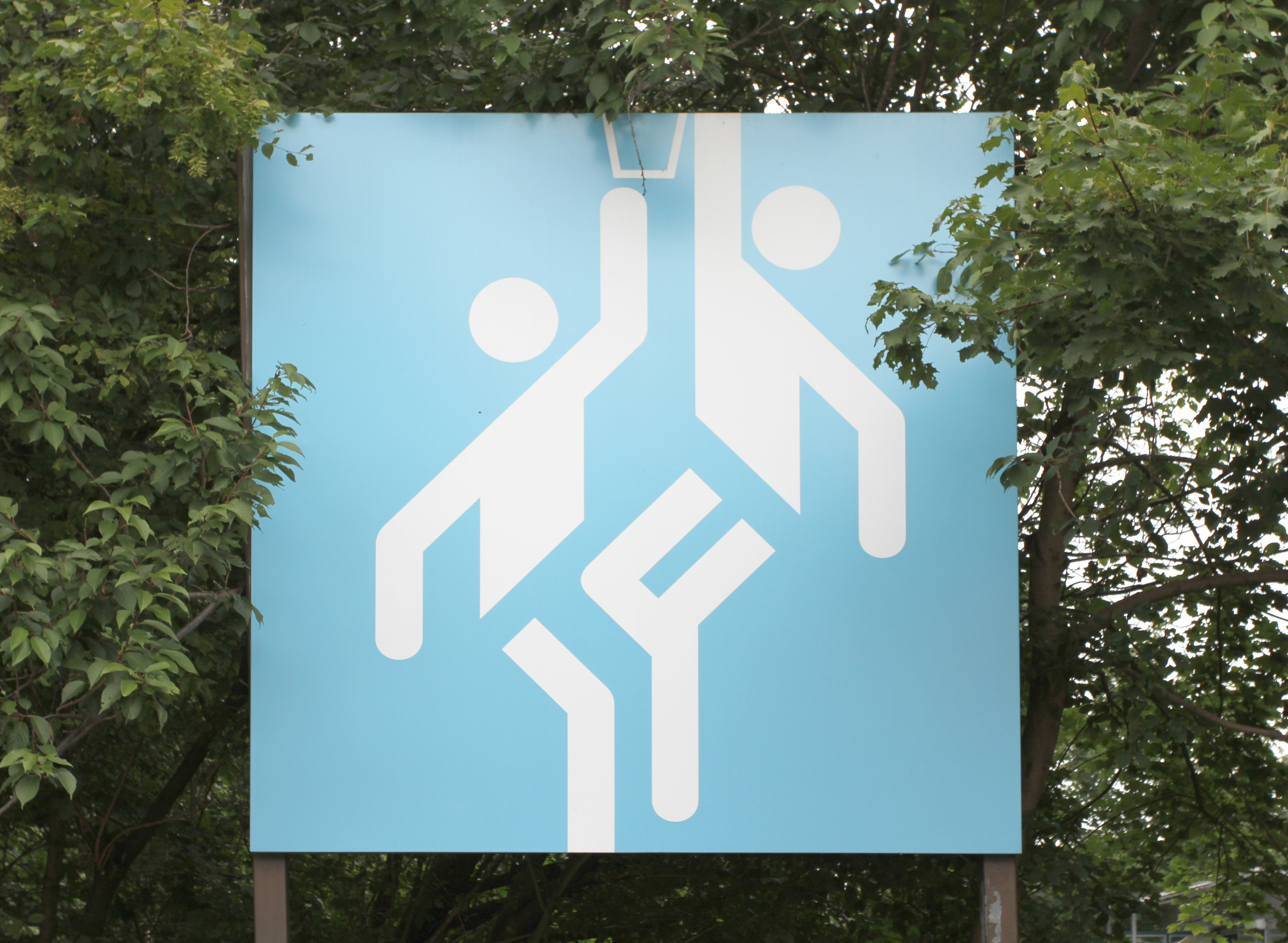
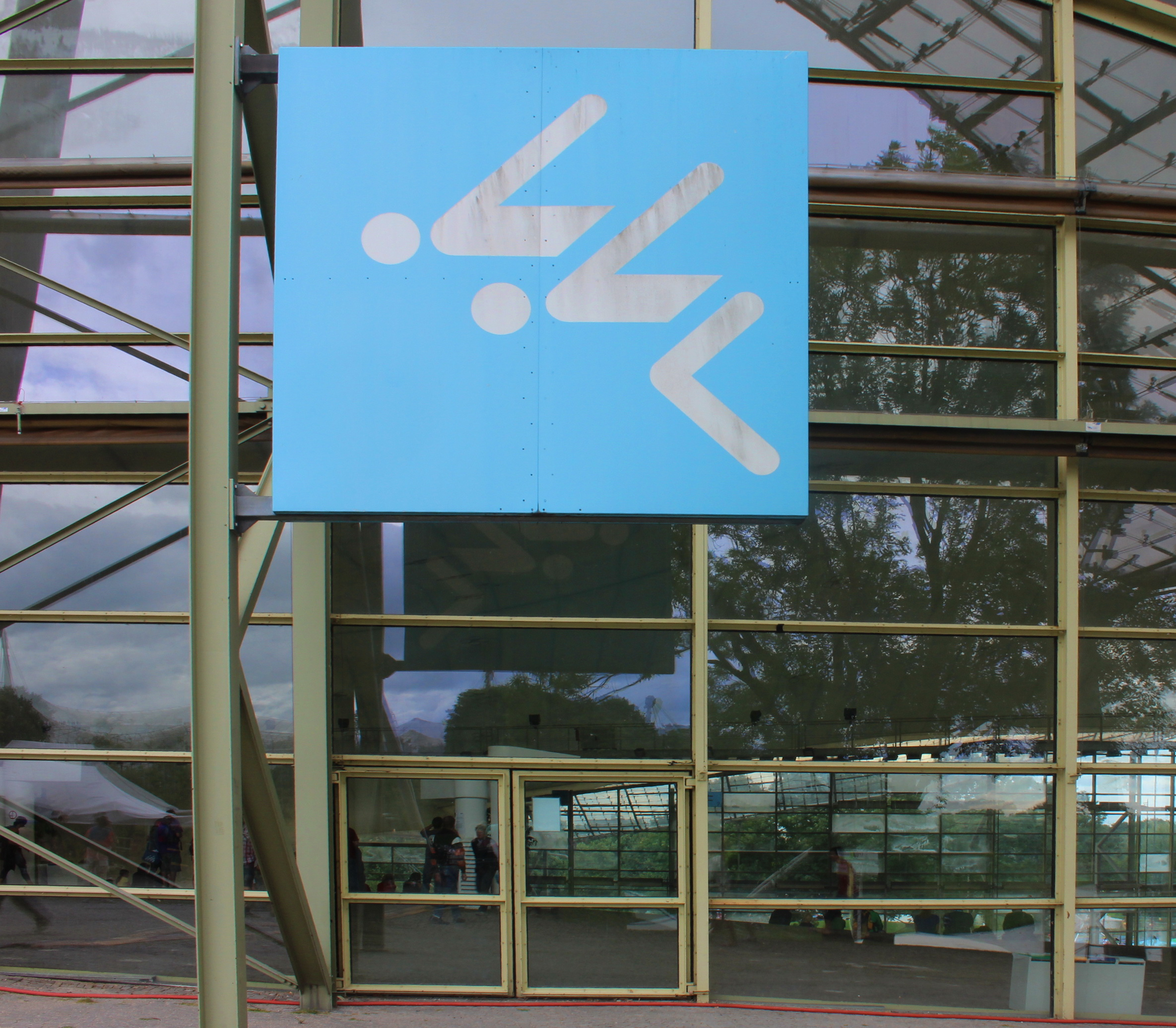
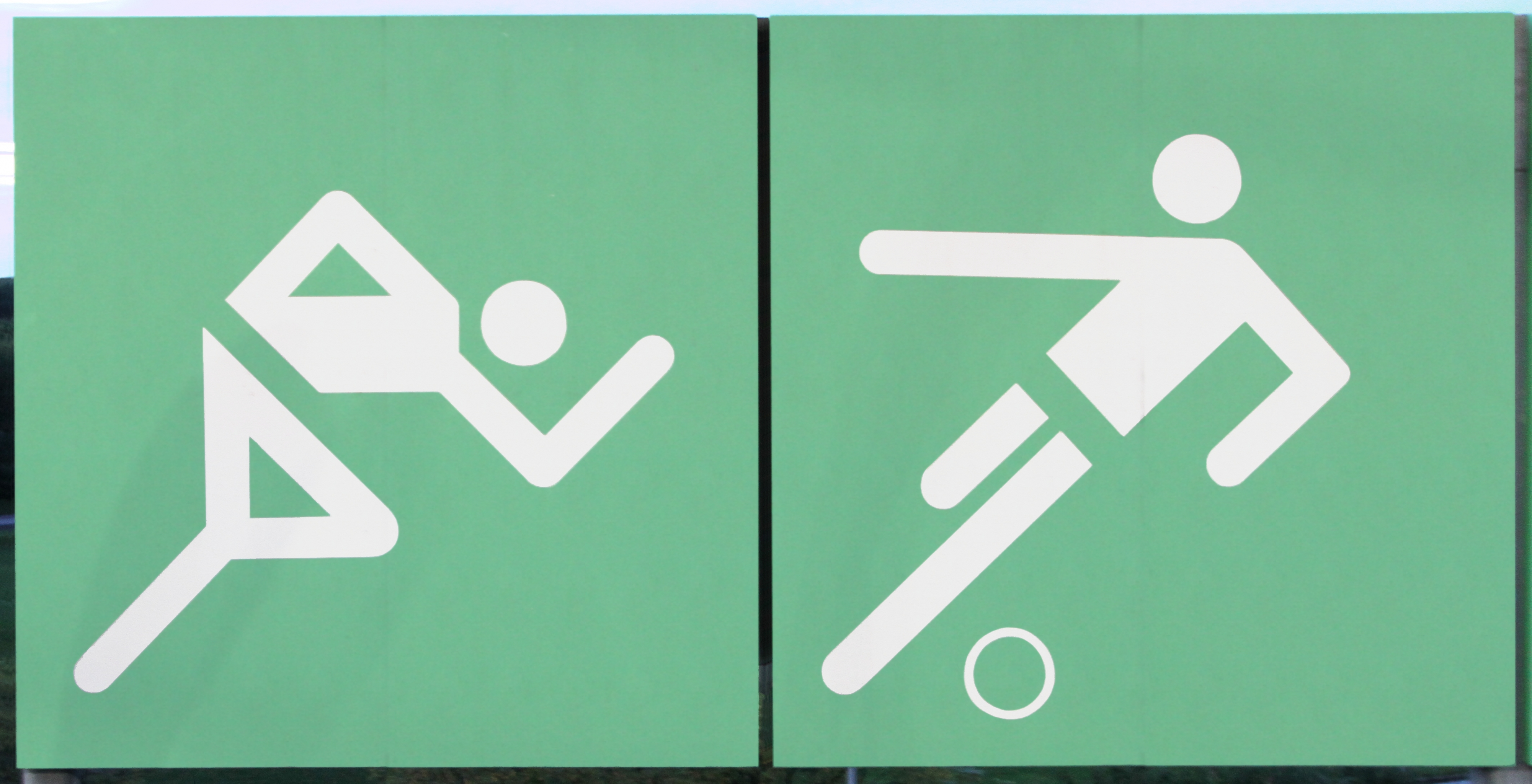
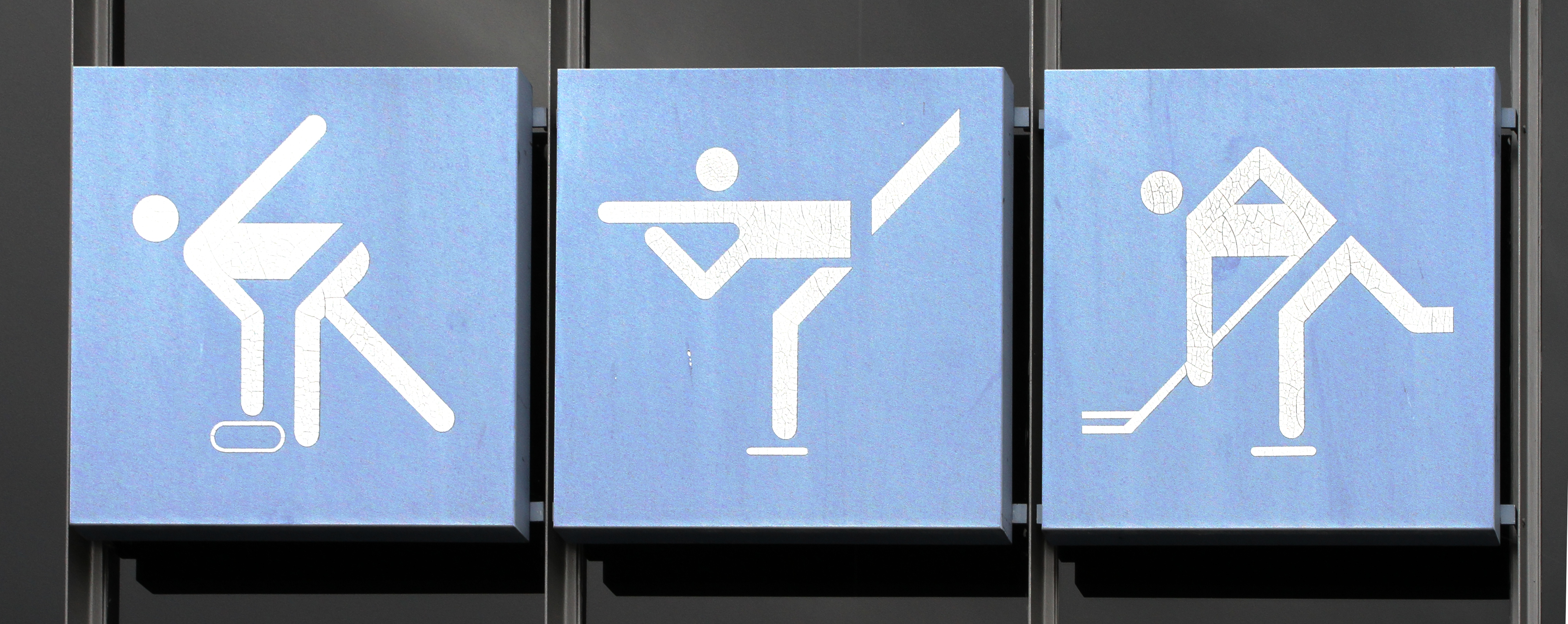
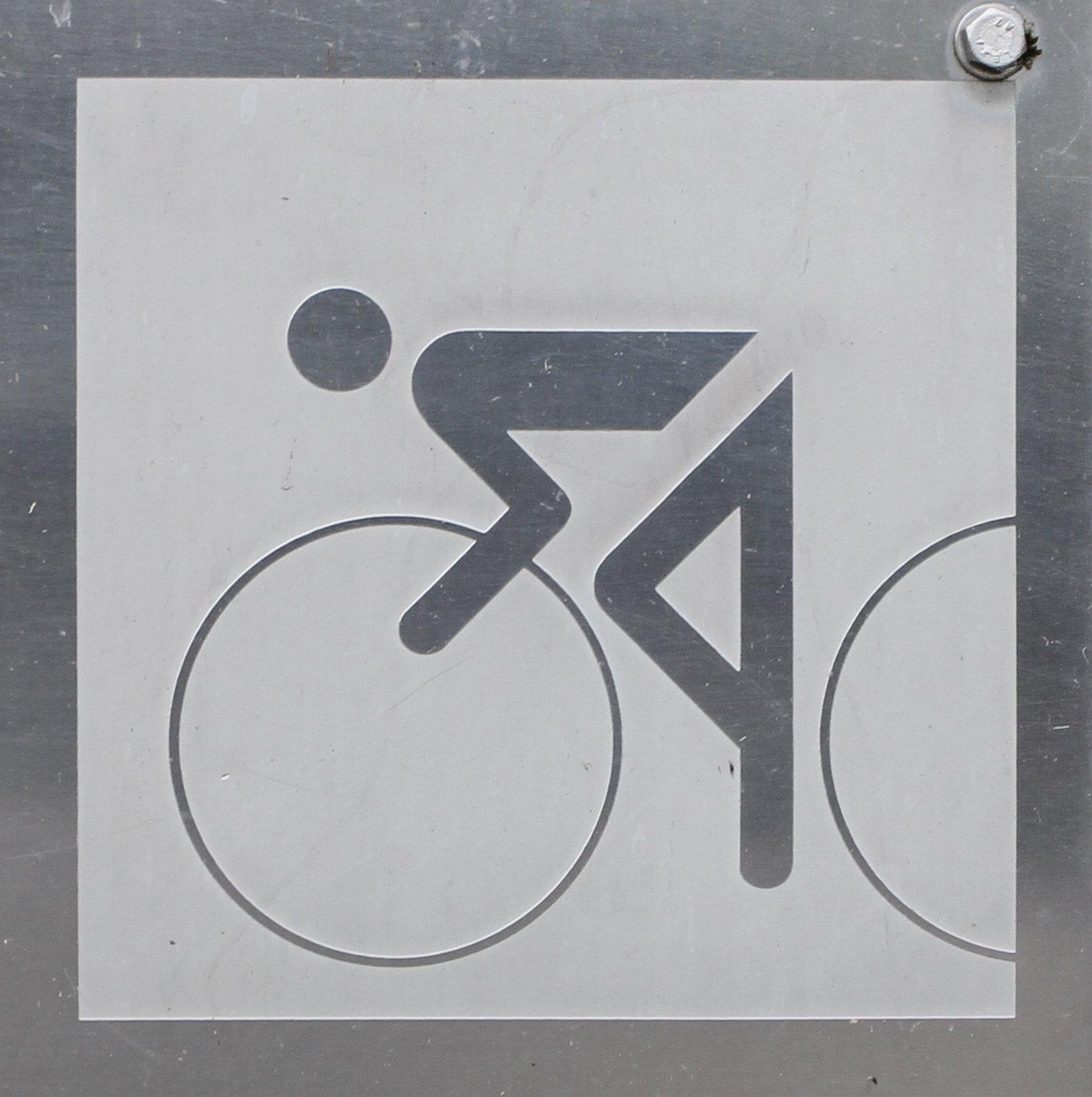
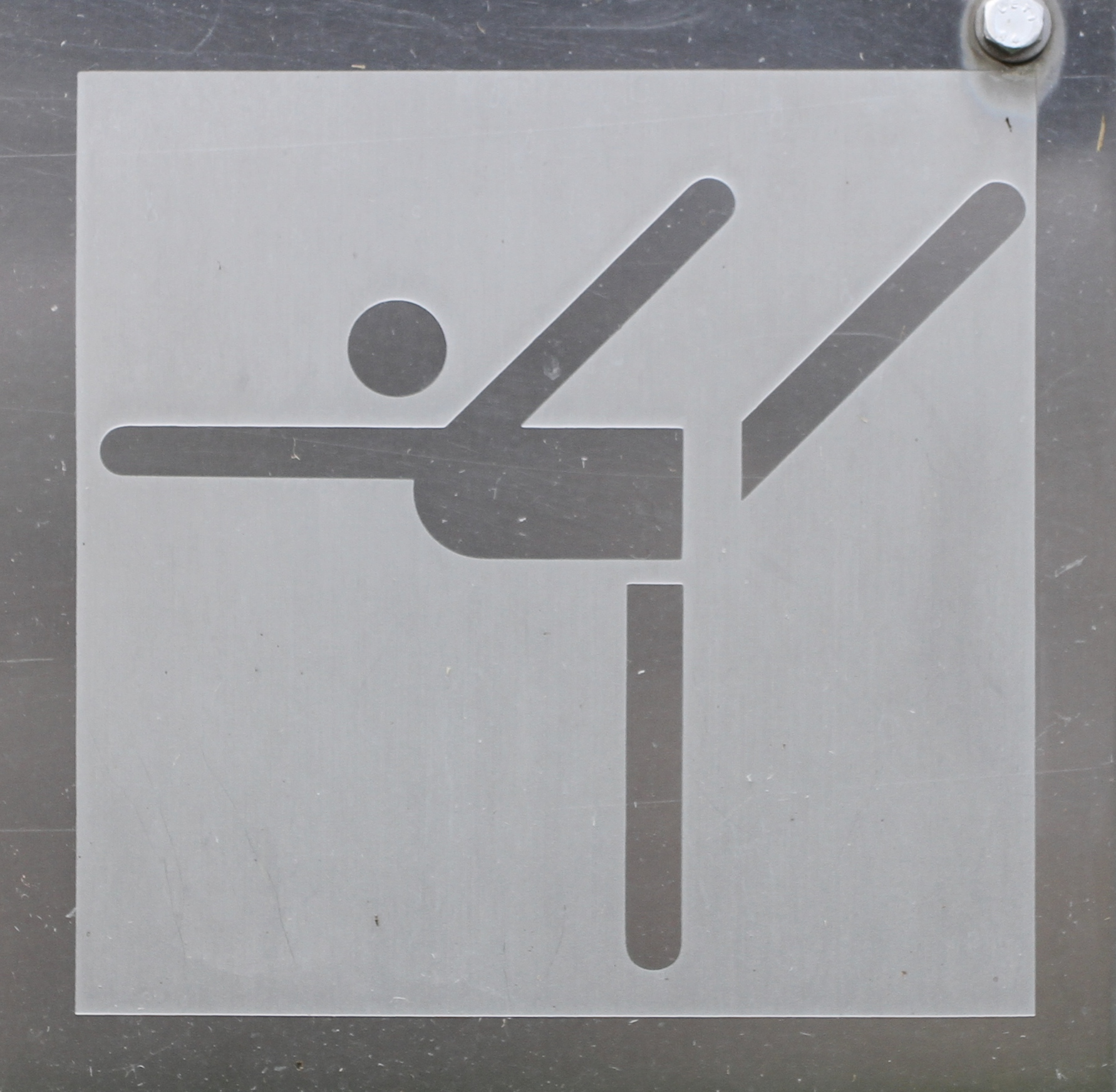

## Інші роботи

Шрифт Rotis

У 1980 році Айчер стає консультантом виробника кухонь «Bulthaup». У 1988 році він створив сімейство шрифтів «Rotis». Він також розробив логотип для університету в Констанці, а також логотип для аеропорту в Мюнхені, останній складається з букви М у простому шрифті.

## Смерть і пам'ять
Отто Айчер помер у Гюнцбурзі 1 вересня 1991 року. Його збив автомобіль, коли він косив траву. Він був удостоєний Міською Радою Мюнхена 6 травня 2010 року, коли на його честь була названа вулиця Otl-Aicher-Straße у міському районі № 12 (Schwabing-Freimann).